# Textur (Mesophase)
Unter der Textur versteht man bei Flüssigkristallen das polarisationsmikroskopische Erscheinungsbild ihrer Mesophasen. Solche Texturen sind in gewissen Grenzen spezifisch für die verschiedenen Mesophasen (nematisch, smektisch, kolumnar etc.) und dienen zu deren vorläufigen Bestimmung.

## Nematische Texturen
| Die nematische Tröpfchentextur erscheint am Übergang der isotropen Phase in die nematische Mesophase in Form doppelbrechender Tröpfchen der nematischen Mesophase. Dabei haben diese Tröpfchen ein durch Defekte bedingtes charakteristisches Aussehen (bipolare bzw. radiale Tröpfchen). |
| Die Schlierentextur ist charakterisiert durch das Auftreten eines dichten Netzwerkes schwarzer Bänder („Schlieren“), welche die Kerne von Punkt- und Liniendefekten miteinander verbinden.                                                                                                |

## Smektische Texturen
| Beim Übergang der isotropen Flüssigphase oder einer nematischen Phase in die smektische A- oder C-Phase erscheinen letztere häufig als sogenannte Bâtonnets, die stetig wachsend die alte Phase verdrängen. |
| Die fokal-konische Fächertextur ist eine sehr häufig bei smektischen A- und C-Phasen anzutreffende Textur.                                                                                                  |
| Polygontextur |

## Weitere Texturen
| Sogenannte Mosaiktexturen sind charakteristisch für z. B. smektische B- und kolumnare Phasen. |  |
| Spherulitische Texturen findet man regelmäßig für kolumnare Phasen. Spheruliten werden auch zirkulare Domänen genannt und beruhen auf einer bestimmten Anordnung der Moleküle in diesen Domänen. |  |
| Beide Texturen, Mosaiktextur und Spherulit, können auch zusammen auftreten. |  |
| Die variationsreichsten und eindrucksvollsten Texturen zeigt wohl die {\displaystyle \mathrm {B} _{7}}-Phase, ein exotischer Mesophasentyp sogenannter "bananenförmiger" (bent-core) Mesogene.   |  |
| |  |